# Bramley (West Yorkshire)
Bramley – dzielnica miasta Leeds, w Anglii, w hrabstwie West Yorkshire, w dystrykcie Leeds. Leży 6,1 km od centrum miasta Leeds, 17,5 km od miasta Wakefield i 276,9 km od Londynu. W 1901 roku civil parish liczyła 17 299 mieszkańców. Bramley jest wspomniana w Domesday Book (1086) jako Bramelei(a).